# (36034) 1999 OK3
1999 OK3 (asteroide 36034) é um asteroide da cintura principal. Possui uma excentricidade de 0.14111490 e uma inclinação de 8.89952º.
Este asteroide foi descoberto no dia 24 de julho de 1999 por Farra d'Isonzo em Farra d'Isonzo.